# Nationales Fußballstadion (Malediven)
Das Nationales Fußballstadion (Dhivehi 'ގަލޮޅު ފުޓްބޯޅަ ދަނޑު, auch als Galolhu Rasmee Dhandu Stadium bekannt) ist ein Fußballstadion in Malé (Nord-Malé-Atoll), der Hauptstadt des Inselstaates Malediven, im Indischen Ozean. Das Nationalstadion ist Spielstätte für die Partien der nationalen Dhivehi League und des FAM-Pokals. Darüber hinaus wird es für die internationalen Begegnungen der maledivischen Fußballnationalmannschaft genutzt. Die Anlage bietet Platz für 11.850 Zuschauer auf Sitzplätzen und verfügt über Flutlicht.
2008 war es neben dem Sugathadasa-Stadion in Colombo (Sri Lanka) Schauplatz der Fußball-Südasienmeisterschaft. Es fanden die Partien der Gruppe A sowie ein Halbfinale statt. Neben dem Hithadhoo-Zone-Stadion auf dem Addu-Atoll war das Stadion Spielort der AFC Challenge Cup 2014. Dafür begannen im Januar des Jahres in beiden Stadien Renovierungsarbeiten für das Turnier im Mai. Im Oktober 2021 war es Spielstätte aller Begegnungen der Fußball-Südasienmeisterschaft.

## Galerie

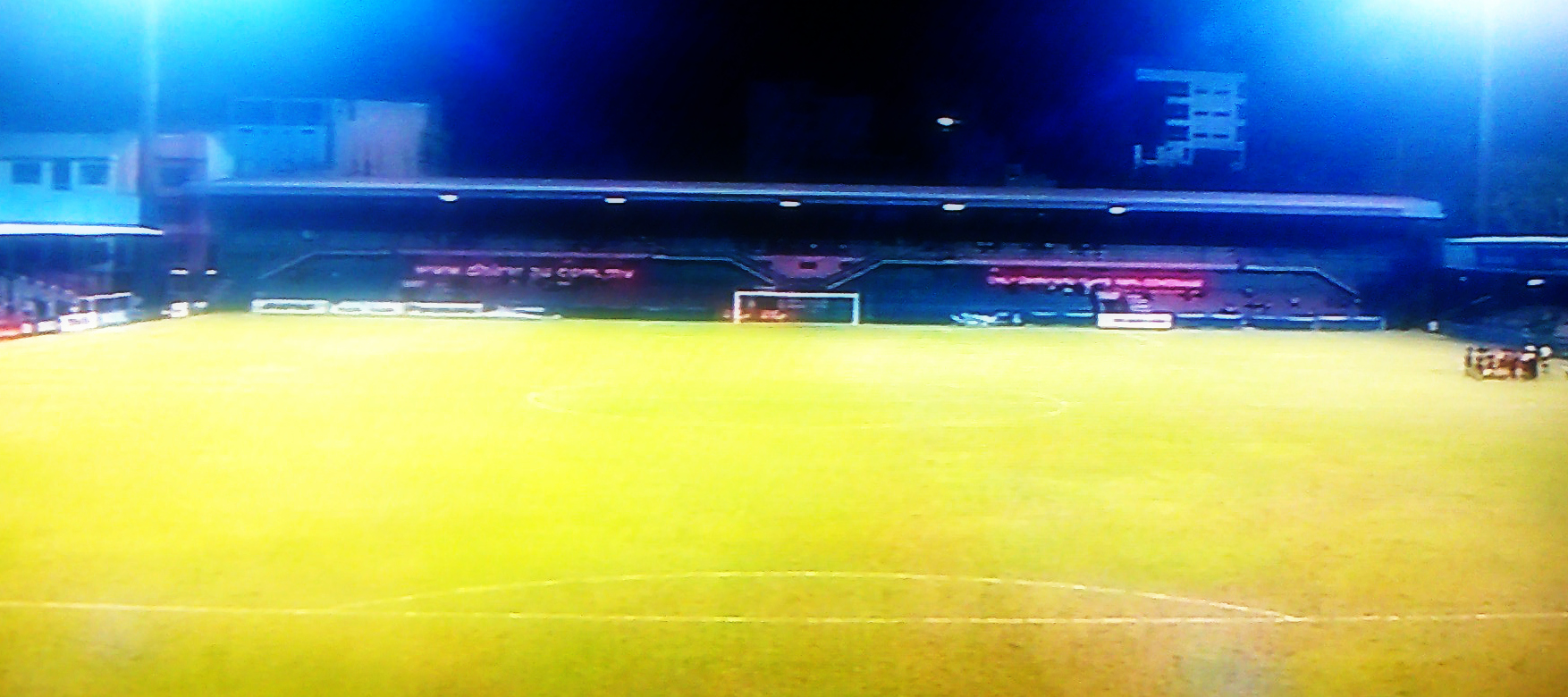
Das Spielfeld (März 2012)
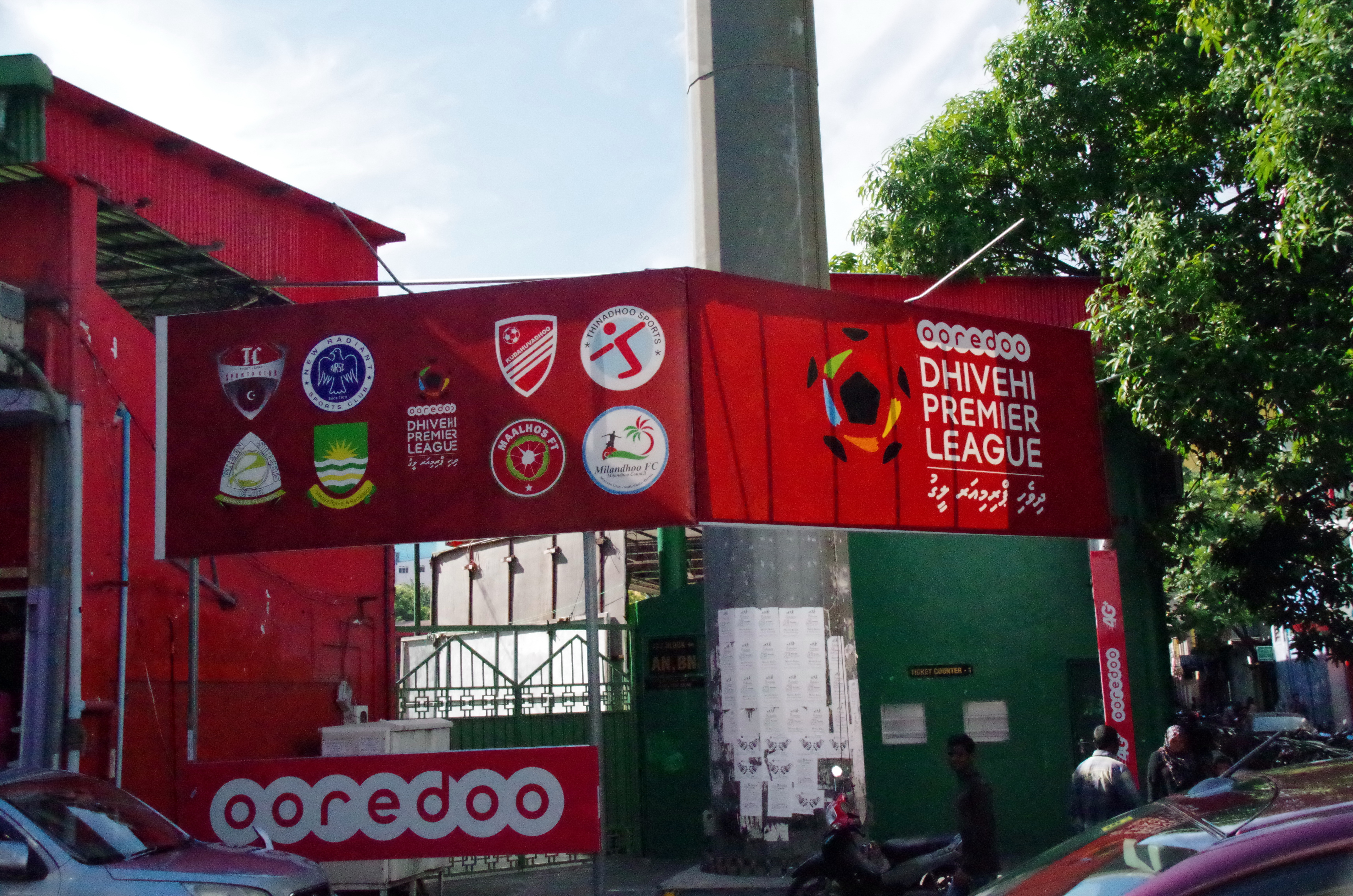
Außenansicht des Nationalstadions (Januar 2018)